# Raycasting
Raycasting (in englischer Schreibweise meist ray casting) ist ein Begriff aus der Computergrafik. Er bezeichnet Techniken zur schnellen Darstellung (Rendern) einer dreidimensionalen Szene, wird aber inzwischen hauptsächlich im Kontext der Volumenvisualisierung verwendet. Die genaue Definition des Begriffs variiert kontextabhängig.

## Raycasting in der Volumenvisualisierung
Raycasting bezeichnet eine Methode, skalare Funktionen in einem dreidimensionalen Volumen, die in vielen wissenschaftlichen Anwendungen auftreten, zu visualisieren. Im medizinischen Bereich sind Beispiele hierfür: Computertomographie (CT), Magnetresonanztomographie (MRT) oder Positronen-Emissions-Tomographie (PET); im Bereich der numerischen Simulation, bei einer Finite-Elemente-Methode (FEM) für Computational Fluid Dynamics (CFD), bei der das Strömungsverhalten von Gasen und Flüssigkeiten berechnet wird. Die hier gewonnenen skalaren Daten, zum Beispiel die Dichte oder Temperatur, können mit verschiedenen Verfahren visualisiert werden, hierzu zählt auch das Raycasting. Hierbei unterscheidet man zwischen direkten und indirekten Verfahren. Indirekte Verfahren visualisieren das Volumen mit Hilfe einer polygonalen Zwischenrepräsentation. Marching Cubes zählt zu diesen indirekten Verfahren. Direkte Verfahren visualisieren das Volumen ohne die Erzeugung solcher Zwischendaten. Zu diesen Verfahren zählen Raycasting und Splatting. Weiter unterscheidet man noch zwischen bildraumorientierten Verfahren (Image-Order) und objektraumorientierten Verfahren (Object-Order).
In der Computergrafik werden dreidimensionale Objekte überwiegend durch Oberflächendarstellungen visualisiert. Diese Visualisierung bieten sich in den Bereichen an, in denen regelmäßige Strukturen auftreten. Diese können dann recht einfach in Form von Polygonen dargestellt werden. Bei Daten mit unregelmäßigen Strukturen z. B. aus numerischen Simulationen oder Scans von dreidimensionalen Volumen ist es schwierig diesen eine eindeutige Oberfläche zuzuordnen, weil die Strukturen fließend ineinander übergehen. Bei einer Oberflächendarstellung würden feine Strukturen verloren gehen. Deshalb geschieht die Visualisierung dieser Daten durch Volume Rendering. Mittlerweile gewinnt diese Volumen Rendering auch bei der Visualisierung von Effekten in Computerspielen immer mehr an Bedeutung. Mit ihnen lassen sich Objekte wie Flüssigkeiten, Gase oder andere Naturphänomene realistisch darstellen.
Im Gegensatz zur Oberflächenvisualisierung bieten diese Verfahren den weiteren Vorteil, mehrschichtige oder transparente Informationen darstellen zu können. Allerdings war bisher durch eine aufwendige Berechnung für das Volume Rendering die Bildwiederholungsrate für eine flüssige Animation zu gering. Deswegen wurden unterschiedliche Verfahren entwickelt, die durch eine Vereinfachung der Berechnungen eine schnelle Darstellung ermöglichten, oder es wurde spezielle und somit auch teure Hardware für die Darstellung eingesetzt. Erst durch die Entwicklung von programmierbaren Grafikprozessoren ist es möglich eine gute Bildqualität in Echtzeit auch kostengünstig umzusetzen.

## Raycasting als Verfahren in der Volumenvisualisierung
Grundlegende Idee ist, wie Volumendaten mit Hilfe des Raycasting-Verfahrens visualisiert werden können. Die theoretische Grundlage ist die Volumen-Rendering-Gleichung, eine Zusammensetzung aus Emission und Absorption. Raycasting löst (approximiert) dieses Problem.

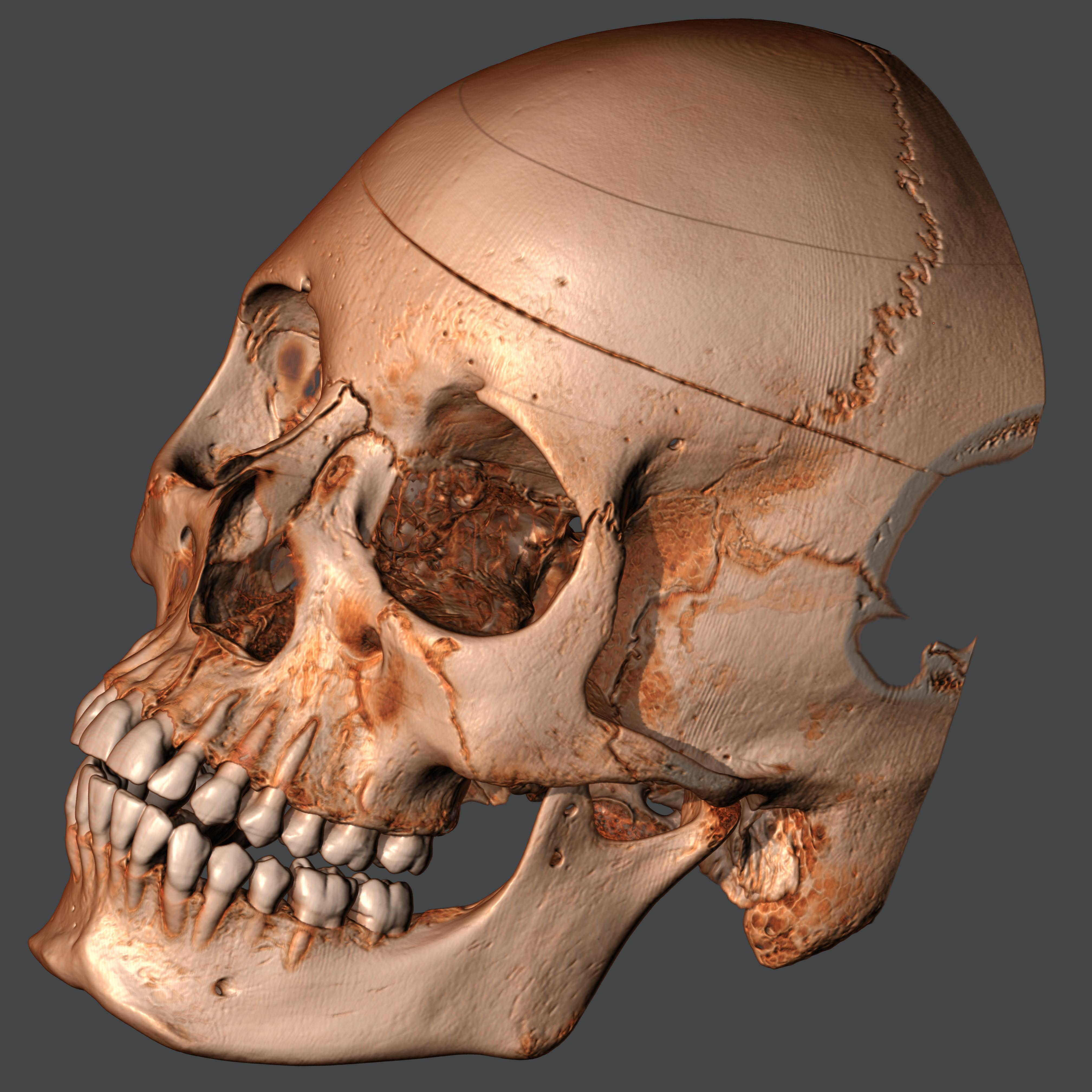
Schädel, visualisiert aus einem Voxeldatensatz unter Verwendung von Raycasting

### Raycasting-Verfahren
Raycasting schickt für jedes Pixel des Betrachters (des zu berechnenden Bilds) einen Sehstrahl (Primärstrahlen) durch das Volumen. Der Strahl wird innerhalb des Volumens verfolgt und die Farb- und Opazitätswerte in regelmäßigen Abständen an den Abtastpunkten auf dem Strahl bestimmt. Es wird ebenfalls die Schattierung für die Farbwerte an allen Abtastpunkten berechnet. Der für den Sehstrahl so erhaltene Vektor enthält die geordneten Abtast-Werte (Farb-, Opazitätswerte), wobei die Farbwerte dem Quellterm und die Opazitätswerte dem Extinktionskoeffizienten entsprechen. In einem letzten Schritt, dem Compositing, werden dann die Farb- und Opazitätswerte kombiniert und das aus dem Sehstrahl resultierende Pixel in der Bildebene errechnet.

## Raycasting als einfaches Raytracing
Raycasting bezeichnet oftmals eine einfache Form des Raytracings, eines bekannten Renderverfahrens. Die dreidimensionale Szene wird entsprechend festgelegter Vorgaben wie Betrachterstandpunkt und Perspektive regelmäßig abgetastet, sodass eine zweidimensionale Abbildung eines Ausschnitts entsteht. Im Gegensatz zu erweiterten Raytracing-Varianten ist das Abtasten eines Strahls mit dem Aufeinandertreffen von Strahl und Objekt beendet, es findet also lediglich eine Verdeckungsberechnung statt. Die an diesem Schnittpunkt festgestellte Farbe bildet den Bildpunktfarbwert. Spiegelungen, Brechungen und Transmissionen des Objekts werden nicht beachtet. Diese Technik ermöglicht eine sehr schnelle Vorschau auf eine Szene.
Gelegentlich wird Raycasting auch synonym zu Raytracing verwendet.

## Filterung
Zwei Probleme ergeben sich bei der Rekonstruktion des abgetasteten Volumens, die durch eine Filterung der Daten ausgeglichen werden:
- Nach dem Abtasttheorem benötigt die exakte Rekonstruktion des Signals eine Faltung durch eine Sinusfunktion, die für den eindimensionalen Fall lautet:

{\displaystyle \operatorname {sinc} (x)={\frac {\sin(\pi \cdot x)}{\pi \cdot x}}}
Im dreidimensionalen Fall geschieht die Faltung über ein Tensorprodukt. Es werden die gesamten Abtastpunkte berücksichtigt. Dies ist rechnerisch aufwendig zu lösen.
- Es entstehen Alias-Effekte, falls ein Signal rekonstruiert wird, welches nicht bandlimitiert gewesen ist.

Um das kontinuierliche Signal mittels eines Arrays von Voxel rekonstruieren zu können, wird die Sinc-Faltung durch einen Boxfilter oder Tent-Filter ersetzt. Der Boxfilter interpoliert nach dem Nearest-Neighbor-Verfahren. Dieses erzeugt allerdings Unterbrechungen zwischen Nachbarwerten und eine insgesamt blockartige Erscheinung. Der Tent-Filter interpoliert trilinear. Dadurch erhält man ein gutes Verhältnis zwischen Rechenzeit und Qualität des rekonstruierten Signals.

## Raycasting bei Computerspielen

Raycasting in Computerspielen: Abtasten einer zweidimensionalen Karte mit regelmäßigen Strahlen

In der Computerspielentwicklung bezeichnet der Begriff Raycasting das auf einer zweidimensionalen Karte basierte Berechnen einer Pseudo-3D-Ansicht. Auf Basis der Entfernung zu einem Objekt, den ein „Sichtstrahl“ trifft, wird zum einen die Objektfarbe vertikal zentriert dargestellt und zum anderen der Anteil an Decke oder Boden der entsprechenden Pixel-Spalte berechnet. Im Gegensatz zur normalen Raytracing-Technik wird hier nur eine einzelne Bildzeile abgetastet, um das gesamte Bild zu berechnen; die Verdeckungsberechnung findet also nur in einer Ebene und nicht im Raum statt. Populär wurde das Raycasting durch frühe Ego-Shooter wie Catacomb und Wolfenstein 3D, da es erheblich weniger Berechnungszeit benötigt als polygonales 3D.

Entsprechend der oberen Grafik wird die Bildpunktfarbe festgestellt (oberer „Streifen“) und entsprechend der Entfernung wird ein vertikaler Bereich in dieser Farbe gezeichnet. Alle übrigen Bereiche sind Himmel bzw. Decke oder Boden.

Diese Technik unterliegt modernen Verfahren gegenüber diversen Einschränkungen: Es werden keine dreidimensionalen Objekte wie Personen und Gegenstände dargestellt, Boden und Decke sind immer gleich hoch und Schrägen sind nicht möglich. Es wurden diverse Umgehungslösungen gefunden, so werden zweidimensionale Grafiken, auch Sprites genannt, für beliebige Objekte verwendet, die skaliert in das berechnete Bild eingefügt werden. Diese wurden winkelabhängig ausgewählt, sodass ein Objekt von vorne anders aussieht als von hinten.
Verwandt mit dem Raycasting ist der mit dem Spiel Comanche: Operation White Lightning eingeführte Voxel-Space-Algorithmus zur Visualisierung von Höhenfeldern. Darauf basierende Grafik-Engines werden oft schlicht als Voxel-Engines bezeichnet, obwohl keine Voxel visualisiert werden.

## Programmierung
Das folgende Beispiel in der Programmiersprache C++ zeigt eine Implementierung des Raycasting-Algorithmus, die prüft, ob Punkte innerhalb von gegebenen geometrischen Figuren liegen. Bei der Ausführung des Programms wird die Funktion main verwendet, die die Ergebnisse auf der Konsole ausgibt.
```
#
include
 
<
iostream
>

#
include
 
<
list
>

using
 
namespace
 
std
;

struct
 
Point
 
{
 
const
 
double
 
x
,
 
y
;
 
};

struct
 
Edge

{

    
const
 
Point
 
point1
,
 
point2
;

    
bool
 
operator
()(
const
 
Point
&
 
point
)
 
const

    
{

        
if
 
(
point1
.
y
 
>
 
point2
.
y
)
 
return
 
Edge
{
 
point2
,
 
point1
 
}(
point
);

        
if
 
(
point
.
y
 
==
 
point1
.
y
 
||
 
point
.
y
 
==
 
point2
.
y
)
 
return
 
operator
()({
 
point
.
x
,
 
point
.
y
 
+
 
numeric_limits
<
float
>
().
epsilon
()
 
});

        
if
 
(
point
.
y
 
>
 
point2
.
y
 
||
 
point
.
y
 
<
 
point1
.
y
 
||
 
point
.
x
 
>
 
max
(
point1
.
x
,
 
point2
.
x
))
 
return
 
false
;

        
if
 
(
point
.
x
 
<
 
min
(
point1
.
x
,
 
point2
.
x
))
 
return
 
true
;

        
double
 
blue
 
=
 
abs
(
point1
.
x
 
-
 
point
.
x
)
 
>
 
numeric_limits
<
double
>
::
min
()
 
?
 
(
point
.
y
 
-
 
point1
.
y
)
 
/
 
(
point
.
x
 
-
 
point1
.
x
)
 
:
 
numeric_limits
<
double
>
::
max
();

        
double
 
red
 
=
 
abs
(
point1
.
x
 
-
 
point2
.
x
)
 
>
 
numeric_limits
<
double
>
::
min
()
 
?
 
(
point2
.
y
 
-
 
point1
.
y
)
 
/
 
(
point2
.
x
 
-
 
point1
.
x
)
 
:
 
numeric_limits
<
double
>
::
max
();

        
return
 
blue
 
>=
 
red
;

    
}

};

struct
 
Figure

{

    
const
 
string
 
name
;

    
const
 
list
<
Edge
>
 
edges
;

    
bool
 
contains
(
const
 
Point
&
 
point
)
 
const

    
{

        
int
 
c
 
=
 
0
;

        
for
 
(
Edge
 
edge
 
:
 
edges
)

        
{

            
if
 
(
edge
(
point
))

            
{

                
c
++
;

            
}

        
}

        
return
 
c
 
%
 
2
 
!=
 
0
;

    
}

};

int
 
main
()

{

    
const
 
list
<
Point
>
 
points
 
=
 
{
 
{
 
5.0
,
 
5.0
},
 
{
5.0
,
 
8.0
},
 
{
-
10.0
,
 
5.0
},
 
{
0.0
,
 
5.0
},
 
{
10.0
,
 
5.0
},
 
{
8.0
,
 
5.0
},
 
{
10.0
,
 
10.0
}
 
};

    
const
 
Figure
 
square
 
=
 
{
 
"Quadrat"
,

        
{

            
{{
0.0
,
 
0.0
},
 
{
10.0
,
 
0.0
}},
 
{{
10.0
,
 
0.0
},
 
{
10.0
,
 
10.0
}},
 
{{
10.0
,
 
10.0
},
 
{
0.0
,
 
10.0
}},
 
{{
0.0
,
 
10.0
},
 
{
0.0
,
 
0.0
}}

        
}

    
};

    
const
 
Figure
 
square_hole
 
=
 
{
 
"Quadrat mit Loch"
,

        
{

            
{{
0.0
,
 
0.0
},
 
{
10.0
,
 
0.0
}},
 
{{
10.0
,
 
0.0
},
 
{
10.0
,
 
10.0
}},
 
{{
10.0
,
 
10.0
},
 
{
0.0
,
 
10.0
}},
 
{{
0.0
,
 
10.0
},
 
{
0.0
,
 
0.0
}},

                
{{
2.5
,
 
2.5
},
 
{
7.5
,
 
2.5
}},
 
{{
7.5
,
 
2.5
},
 
{
7.5
,
 
7.5
}},
 
{{
7.5
,
 
7.5
},
 
{
2.5
,
 
7.5
}},
 
{{
2.5
,
 
7.5
},
 
{
2.5
,
 
2.5
}}

        
}

    
};

    
const
 
Figure
 
strange
 
=
 
{
 
"Strange"
,

        
{

            
{{
0.0
,
 
0.0
},
 
{
2.5
,
 
2.5
}},
 
{{
2.5
,
 
2.5
},
 
{
0.0
,
 
10.0
}},
 
{{
0.0
,
 
10.0
},
 
{
2.5
,
 
7.5
}},
 
{{
2.5
,
 
7.5
},
 
{
7.5
,
 
7.5
}},

                
{{
7.5
,
 
7.5
},
 
{
10.0
,
 
10.0
}},
 
{{
10.0
,
 
10.0
},
 
{
10.0
,
 
0.0
}},
 
{{
10.0
,
 
0
},
 
{
2.5
,
 
2.5
}}

        
}

    
};

    
const
 
Figure
 
exagon
 
=
 
{
 
"Exagon"
,

        
{

            
{{
3.0
,
 
0.0
},
 
{
7.0
,
 
0.0
}},
 
{{
7.0
,
 
0.0
},
 
{
10.0
,
 
5.0
}},
 
{{
10.0
,
 
5.0
},
 
{
7.0
,
 
10.0
}},
 
{{
7.0
,
 
10.0
},
 
{
3.0
,
 
10.0
}},

                
{{
3.0
,
 
10.0
},
 
{
0.0
,
 
5.0
}},
 
{{
0.0
,
 
5.0
},
 
{
3.0
,
 
0.0
}}

        
}

    
};

    
for
 
(
Figure
 
figure
 
:
 
{
 
square
,
 
square_hole
,
 
strange
,
 
exagon
 
})

    
{

        
cout
 
<<
 
"Liegt der Punkt der innerhalb vom "
 
<<
 
figure
.
name
 
<<
 
'?'
 
<<
 
endl
;

        
for
 
(
Point
 
point
 
:
 
points
)

        
{

            
cout
 
<<
 
"("
 
<<
 
point
.
x
 
<<
 
", "
 
<<
 
point
.
y
 
<<
 
"): "
 
<<
 
boolalpha
 
<<
 
figure
.
contains
(
point
)
 
<<
 
endl
;

        
}

        
cout
 
<<
 
endl
;

    
}

}

```